# Arrigo Minerbi
Arrigo Minerbi, född 1881, död 1960, var en italiensk skulptör, representant för den moderna akademismen inom italiensk skulptur. Han har bland annat gjort den stora silvergruppen Nattvarden (1926–1930) i Oslo domkyrka.

## Verk

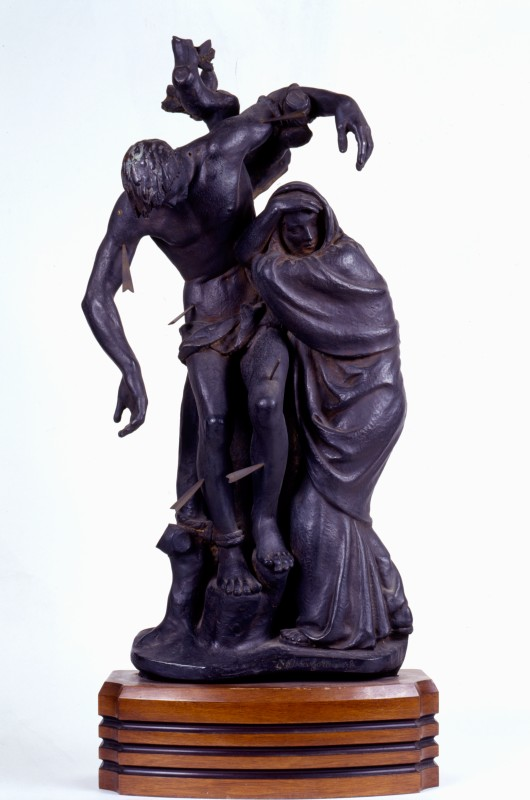
San Sebastiano, cirka 1955.
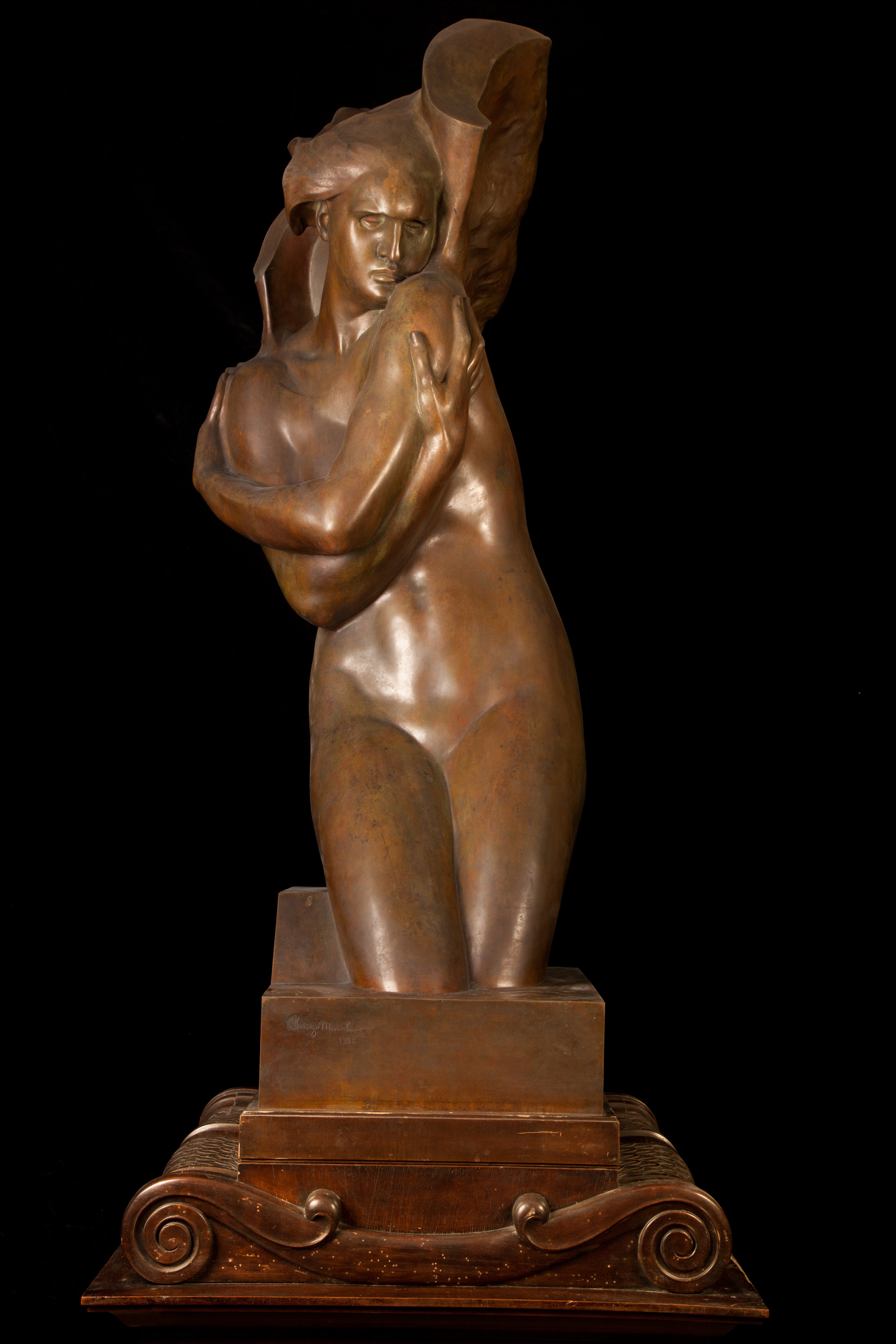
Arrigo Minerbi, La Vittoria del Piave, 1921, Museo nazionale della scienza e della tecnologia Leonardo da Vinci, Milano.